# AB Возничего
AB Возничего (лат. AB Aurigae), HD 31293 — одиночная переменная звезда в созвездии Водолея на расстоянии приблизительно 509 световых лет (около 156 парсек) от Солнца. Видимая звёздная величина звезды — от +8,4m до +6,3m. Возраст звезды оценивается как около 6 млн лет.
Вокруг звезды обращается, как минимум, одна планета.

## Характеристики
AB Возничего — белая эруптивная орионова переменная звезда (INA) спектрального класса A0Ve, или A0. Масса — около 2,4 солнечной, радиус — около 2,4 солнечного, светимость — около 59 солнечных. Эффективная температура — около 9770 К.
Звезда по астрономическим меркам ещё молодая, и вокруг неё обращается протопланетный диск, состоящий из пыли и газа. В 2008 году астрономы получили его снимок, на котором была обнаружена подковообразная пустота. По мнению исследователя Бена Оппенгеймера (Ben Oppenheimer), этот факт может указывать на присутствие формирующейся планеты.

## Планетная система
В 2008 году группой астрономов было объявлено об открытии планеты AB Aurigae b.
В 2019 году учёными, анализирующими данные проектов HIPPARCOS и Gaia, у звезды обнаружена планета HIP 22910 c.